# Presidente del Consiglio incaricato

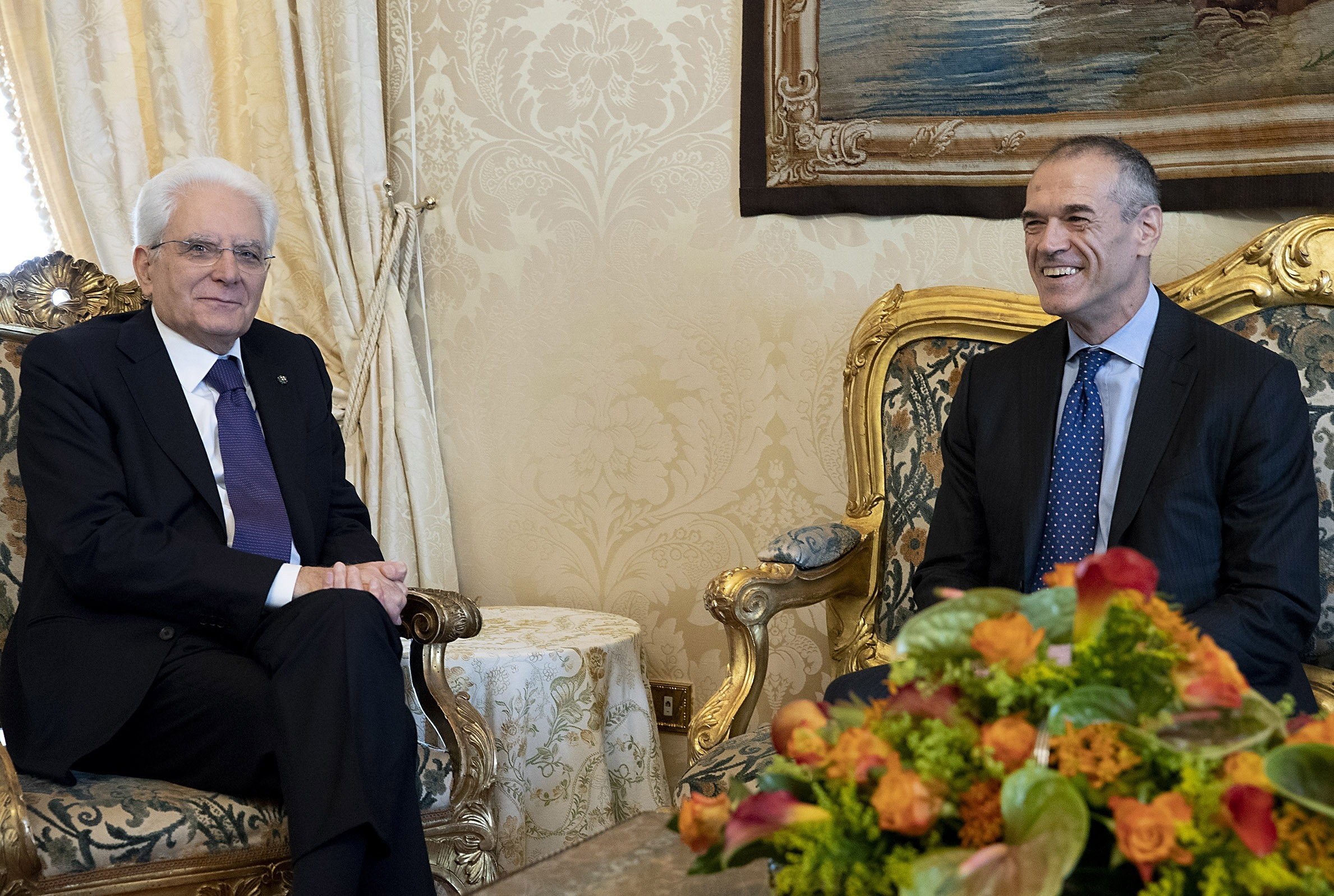
Il Presidente del Consiglio incaricato Carlo Cottarelli con il Presidente della Repubblica Sergio Mattarella. Cottarelli è attualmente l'ultimo Presidente del Consiglio incaricato a non essere riuscito a formare successivamente un governo

Il Presidente del Consiglio dei ministri incaricato è un organo costituzionale transitorio, la cui affermazione è stata determinata dalla prassi costituzionale. È nominato dal presidente della Repubblica ai sensi dell'art. 92 della Costituzione della Repubblica Italiana, ed ha il compito di assicurare il supporto della maggioranza parlamentare e proporre al Capo dello Stato la lista dei ministri per formare un nuovo esecutivo.

## Tra testo costituzionale e prassi
Le disposizioni del testo costituzionale in effetti non fanno alcun riferimento alla figura del Presidente del Consiglio incaricato di per sé. Secondo la Costituzione infatti «il Presidente della Repubblica nomina il Presidente del Consiglio dei ministri e, su proposta di questo, i ministri»; la consuetudine, le convenzioni costituzionali e le interpretazioni della Costituzione adottate dai Presidenti della Repubblica, maturate nel tempo anche dopo l'esperienza del fallimento del Governo De Gasperi VIII, hanno indotto i Capi di Stato a svolgere le consultazioni con le forze politiche per assicurarsi che il Governo nominato ottenesse la fiducia in entrambe le Camere. 
Dalla prassi origina dunque l'incarico per la formazione del Governo conferita al Presidente del Consiglio incaricato, il cui conferimento precede la nomina del Presidente del Consiglio e dei ministri.

## L'incarico
La scelta della persona da incaricare è il frutto delle riflessioni del Presidente della Repubblica a conclusione di una o più consultazioni con i presidenti dei due rami del Parlamento, l'eventuale o eventuali Presidenti emeriti della Repubblica e le delegazioni dei gruppi parlamentari. I soggetti da consultare e il loro ordine di convocazione possono comunque variare a piacimento del Presidente.
Dal 25 giugno 1958 l'incarico è conferito dal Presidente della Repubblica oralmente, e non più con apposito decreto, durante un colloquio tra il Capo dello Stato e il prescelto, al termine del quale viene emesso un semplice «comunicato» del Segretario della Presidenza della Repubblica.

### La riserva
L'incarico per prassi e consuetudine viene in genere accettato «con riserva», vale a dire con la possibilità di rifiutarlo nel caso in cui il Presidente incaricato fallisse nel suo compito. In alcuni casi tuttavia è accaduto che il Presidente abbia accettato l'incarico senza riserva. 
In caso di scioglimento negativo della riserva, il Presidente della Repubblica ripeterà le consultazioni al fine di trovare una nuova personalità da incaricare e nel caso constatasse l'impossibilità di dare un nuovo incarico, decreterà lo scioglimento delle Camere (tranne negli ultimi sei mesi del suo mandato settennale). In caso invece di scioglimento positivo della riserva, l'incarico viene accettato e contestualmente il Presidente del Consiglio incaricato presenta la proposta di lista dei ministri al Capo dello Stato, il quale potrà accettarla o rifiutarla, anche solo parzialmente, per inopportunità chiedendo di individuare altre personalità.
Al fine di sciogliere la riserva, il Presidente del Consiglio incaricato tiene delle proprie consultazioni con le delegazioni delle forze politiche presenti in Parlamento al fine di individuare programma e struttura del governo in formazione.
Con lo scioglimento positivo della riserva, seguiranno il decreto del Presidente della Repubblica di accettazione delle dimissioni del governo ancora in carica per il disbrigo degli affari correnti e quindi i decreti di nomina dei nuovi ministri e prima di assumere le funzioni, ai sensi dell'art. 93 della Costituzione, il giuramento degli stessi nelle mani del Presidente della Repubblica.
Al nuovo governo in carica non resta che presentarsi entro dieci giorni alle Camere per ottenere da entrambe la fiducia. In caso contrario il governo è costretto a dimettersi aprendo una nuova crisi di governo.

## Elenco
Elenco a partire dal 1922.

### Regno d'Italia (fino al 1946)
| Presidente       | Presidente       | Presidente        | Incarico         | Incarico         | Esito         | Partito                                | Legislatura                    | Monarca                           |
| Presidente       | Presidente       | Presidente        | Conferimento     | Conclusione      | Esito         | Partito                                | Legislatura                    | Monarca                           |
| ---------------- | ---------------- | ----------------- | ---------------- | ---------------- | ------------- | -------------------------------------- | ------------------------------ | --------------------------------- |
|                  |                  | Luigi Facta       | 24 febbraio 1922 | 25 febbraio 1922 | Facta I       | Unione Liberale                        | XXVI                           | Vittorio Emanuele III (1900-1944) |
|                  |                  | Ivanoe Bonomi     | 24 luglio 1922   | 26 luglio 1922   | Negativo      | Partito Socialista Riformista Italiano | XXVI                           | Vittorio Emanuele III (1900-1944) |
|                  |                  | Giuseppe De Nava  | 27 luglio 1922   | 28 luglio 1922   | Negativo      | Indipendente                           | XXVI                           | Vittorio Emanuele III (1900-1944) |
|                  |                  | Luigi Facta       | 31 luglio 1922   | 1º agosto 1922   | Facta II      | Unione Liberale                        | XXVI                           | Vittorio Emanuele III (1900-1944) |
|                  |                  | Antonio Salandra  | 29 ottobre 1922  | 30 ottobre 1922  | Negativo      | Partito Liberale Italiano              | XXVI                           | Vittorio Emanuele III (1900-1944) |
|                  |                  | Benito Mussolini  | 30 ottobre 1922  | 30 ottobre 1922  | Mussolini     | Partito Nazionale Fascista             | XXVI                           | Vittorio Emanuele III (1900-1944) |
|                  |                  | Pietro Badoglio   | 25 luglio 1943   | 27 luglio 1943   | Badoglio I    | Militare                               | XXX                            | Vittorio Emanuele III (1900-1944) |
| 12 aprile 1944   | 22 aprile 1944   | Pietro Badoglio   | Badoglio II      | Camera abolita   |               | Militare                               |                                | Vittorio Emanuele III (1900-1944) |
|                  |                  | Ivanoe Bonomi     | 8 giugno 1944    | Camera abolita   | 9 giugno 1944 | Bonomi II                              | Partito Democratico del Lavoro | Umberto II (1944-1946)            |
| 30 novembre 1944 | 10 dicembre 1944 | Ivanoe Bonomi     | Bonomi III       | Camera abolita   |               |                                        | Partito Democratico del Lavoro | Umberto II (1944-1946)            |
|                  |                  | Ferruccio Parri   | 17 giugno 1945   | 20 giugno 1945   | Parri         | Partito d'Azione                       | CN                             | Umberto II (1944-1946)            |
|                  |                  | Alcide De Gasperi | 30 novembre 1945 | 10 dicembre 1945 | De Gasperi I  | Democrazia Cristiana                   | CN                             | Umberto II (1944-1946)            |

### Repubblica Italiana (dal 1946)
| Presidente       | Presidente       | Presidente              | Incarico         | Incarico                         | Esito                     | Partito                                 | Legislatura                   | Presidente                       |
| Presidente       | Presidente       | Presidente              | Conferimento     | Conclusione                      | Esito                     | Partito                                 | Legislatura                   | Presidente                       |
| ---------------- | ---------------- | ----------------------- | ---------------- | -------------------------------- | ------------------------- | --------------------------------------- | ----------------------------- | -------------------------------- |
|                  |                  | Alcide De Gasperi       | 2 luglio 1946    | 13 luglio 1946                   | De Gasperi II             | Democrazia Cristiana                    | AC                            | Enrico De Nicola (1946-1948)     |
| 22 gennaio 1947  | 2 febbraio 1947  | Alcide De Gasperi       | De Gasperi III   |                                  |                           | Democrazia Cristiana                    | AC                            | Enrico De Nicola (1946-1948)     |
|                  |                  | Francesco Saverio Nitti | 16 maggio 1947   | 21 maggio 1947                   | Negativo                  | Unione Democratica Nazionale            | AC                            | Enrico De Nicola (1946-1948)     |
|                  |                  | Alcide De Gasperi       | 24 maggio 1947   | 31 maggio 1947                   | De Gasperi IV             | Democrazia Cristiana                    | AC                            | Enrico De Nicola (1946-1948)     |
| 14 gennaio 1950  | 27 gennaio 1950  | Alcide De Gasperi       | De Gasperi VI    | I                                | Luigi Einaudi (1948-1955) | Democrazia Cristiana                    |                               |                                  |
| 19 luglio 1951   | 24 luglio 1951   | Alcide De Gasperi       | De Gasperi VII   | I                                | Luigi Einaudi (1948-1955) | Democrazia Cristiana                    |                               |                                  |
| 7 luglio 1953    | 15 luglio 1953   | Alcide De Gasperi       | De Gasperi VIII  | II                               | Luigi Einaudi (1948-1955) | Democrazia Cristiana                    |                               |                                  |
|                  |                  | Attilio Piccioni        | 2 agosto 1953    | II                               | Luigi Einaudi (1948-1955) | 12 agosto 1953                          | Negativo                      | Democrazia Cristiana             |
|                  |                  | Giuseppe Pella          | 12 agosto 1953   | II                               | Luigi Einaudi (1948-1955) | 15 agosto 1953                          | Pella                         | Democrazia Cristiana             |
|                  |                  | Amintore Fanfani        | 12 gennaio 1954  | II                               | Luigi Einaudi (1948-1955) | 17 gennaio 1954                         | Fanfani I                     | Democrazia Cristiana             |
|                  |                  | Mario Scelba            | 8 febbraio 1954  | II                               | Luigi Einaudi (1948-1955) | 10 febbraio 1954                        | Scelba                        | Democrazia Cristiana             |
|                  |                  | Antonio Segni           | 2 luglio 1955    | II                               | 6 luglio 1955             | Segni I                                 | Democrazia Cristiana          | Giovanni Gronchi (1955-1962)     |
|                  |                  | Adone Zoli              | 15 maggio 1957   | II                               | 19 maggio 1957            | Zoli                                    | Democrazia Cristiana          | Giovanni Gronchi (1955-1962)     |
|                  |                  | Amintore Fanfani        | 25 giugno 1958   | 1º luglio 1958                   | Fanfani II                | Democrazia Cristiana                    | III                           | Giovanni Gronchi (1955-1962)     |
|                  |                  | Antonio Segni           | 6 febbraio 1959  | 16 febbraio 1959                 | Segni II                  | Democrazia Cristiana                    | III                           | Giovanni Gronchi (1955-1962)     |
| 9 marzo 1960     | 21 marzo 1960    | Antonio Segni           | Negativo         |                                  |                           | Democrazia Cristiana                    | III                           | Giovanni Gronchi (1955-1962)     |
|                  |                  | Fernando Tambroni       | 21 marzo 1960    | 25 marzo 1960                    | Tambroni                  | Democrazia Cristiana                    | III                           | Giovanni Gronchi (1955-1962)     |
|                  |                  | Amintore Fanfani        | 22 luglio 1960   | 26 luglio 1960                   | Fanfani III               | Democrazia Cristiana                    | III                           | Giovanni Gronchi (1955-1962)     |
| 10 febbraio 1962 | 21 febbraio 1962 | Amintore Fanfani        | Fanfani IV       |                                  |                           | Democrazia Cristiana                    | III                           | Giovanni Gronchi (1955-1962)     |
|                  |                  | Aldo Moro               | 25 maggio 1963   | 18 giugno 1963                   | Negativo                  | Democrazia Cristiana                    | IV                            | Antonio Segni (1962-1964)        |
|                  |                  | Giovanni Leone          | 19 giugno 1963   | 20 giugno 1963                   | Leone I                   | Democrazia Cristiana                    | IV                            | Antonio Segni (1962-1964)        |
|                  |                  | Aldo Moro               | 11 novembre 1963 | 4 dicembre 1963                  | Moro I                    | Democrazia Cristiana                    | IV                            | Antonio Segni (1962-1964)        |
| 3 luglio 1964    | 22 luglio 1964   | Aldo Moro               | Moro II          |                                  |                           | Democrazia Cristiana                    | IV                            | Antonio Segni (1962-1964)        |
| 25 gennaio 1966  | 5 febbraio 1966  | Aldo Moro               | Negativo         | Giuseppe Saragat (1964-1971)     |                           | Democrazia Cristiana                    | IV                            |                                  |
| 17 febbraio 1966 | 23 febbraio 1966 | Aldo Moro               | Moro III         | Giuseppe Saragat (1964-1971)     |                           | Democrazia Cristiana                    | IV                            |                                  |
|                  |                  | Mariano Rumor           | 10 giugno 1968   | Giuseppe Saragat (1964-1971)     | 12 giugno 1968            | Negativo                                | Democrazia Cristiana          | V                                |
|                  |                  | Giovanni Leone          | 19 giugno 1968   | Giuseppe Saragat (1964-1971)     | 24 giugno 1968            | Leone II                                | Democrazia Cristiana          | V                                |
|                  |                  | Mariano Rumor           | 26 novembre 1968 | Giuseppe Saragat (1964-1971)     | 12 dicembre 1968          | Rumor I                                 | Democrazia Cristiana          | V                                |
| 13 luglio 1969   | 1º agosto 1969   | Mariano Rumor           | Negativo         | Giuseppe Saragat (1964-1971)     |                           |                                         | Democrazia Cristiana          | V                                |
| 3 agosto 1969    | 5 agosto 1969    | Mariano Rumor           | Rumor II         | Giuseppe Saragat (1964-1971)     |                           |                                         | Democrazia Cristiana          | V                                |
| 12 febbraio 1970 | 28 febbraio 1970 | Mariano Rumor           | Negativo         | Giuseppe Saragat (1964-1971)     |                           |                                         | Democrazia Cristiana          | V                                |
| 20 marzo 1970    | 27 marzo 1970    | Mariano Rumor           | Rumor III        | Giuseppe Saragat (1964-1971)     |                           |                                         | Democrazia Cristiana          | V                                |
|                  |                  | Giulio Andreotti        | 11 luglio 1970   | Giuseppe Saragat (1964-1971)     | 23 luglio 1970            | Negativo                                | Democrazia Cristiana          | V                                |
|                  |                  | Emilio Colombo          | 25 luglio 1970   | Giuseppe Saragat (1964-1971)     | 6 agosto 1970             | Colombo                                 | Democrazia Cristiana          | V                                |
| 21 gennaio 1972  | 1º febbraio 1972 | Emilio Colombo          | Negativo         | Giovanni Leone (1971-1978)       |                           |                                         | Democrazia Cristiana          | V                                |
|                  |                  | Giulio Andreotti        | 5 febbraio 1972  | Giovanni Leone (1971-1978)       | 17 febbraio 1972          | Andreotti I                             | Democrazia Cristiana          | V                                |
| 4 giugno 1972    | 26 giugno 1972   | Giulio Andreotti        | Andreotti II     | Giovanni Leone (1971-1978)       | VI                        |                                         | Democrazia Cristiana          |                                  |
|                  |                  | Mariano Rumor           | 30 giugno 1973   | Giovanni Leone (1971-1978)       | VI                        | 8 luglio 1973                           | Rumor IV                      | Democrazia Cristiana             |
| 6 marzo 1974     | 14 marzo 1974    | Mariano Rumor           | Rumor V          | Giovanni Leone (1971-1978)       | VI                        |                                         |                               | Democrazia Cristiana             |
|                  |                  | Amintore Fanfani        | 14 ottobre 1974  | Giovanni Leone (1971-1978)       | VI                        | 25 ottobre 1974                         | Negativo                      | Democrazia Cristiana             |
|                  |                  | Aldo Moro               | 29 ottobre 1974  | Giovanni Leone (1971-1978)       | VI                        | 20 novembre 1974                        | Moro IV                       | Democrazia Cristiana             |
| 13 gennaio 1976  | 10 febbraio 1976 | Aldo Moro               | Moro V           | Giovanni Leone (1971-1978)       | VI                        |                                         |                               | Democrazia Cristiana             |
|                  |                  | Giulio Andreotti        | 13 luglio 1976   | Giovanni Leone (1971-1978)       | 29 luglio 1976            | Andreotti III                           | Democrazia Cristiana          | VII                              |
| 19 gennaio 1978  | 13 marzo 1978    | Giulio Andreotti        | Andreotti IV     | Giovanni Leone (1971-1978)       |                           |                                         | Democrazia Cristiana          | VII                              |
| 3 febbraio 1979  | 21 febbraio 1979 | Giulio Andreotti        | Negativo         | Sandro Pertini (1978-1985)       |                           |                                         | Democrazia Cristiana          | VII                              |
|                  |                  | Ugo La Malfa            | 22 febbraio 1979 | Sandro Pertini (1978-1985)       | 2 marzo 1979              | Negativo                                | Partito Repubblicano Italiano | VII                              |
|                  |                  | Giulio Andreotti        | 7 marzo 1979     | Sandro Pertini (1978-1985)       | 21 marzo 1979             | Andreotti V                             | Democrazia Cristiana          | VII                              |
| 2 luglio 1979    | 7 luglio 1979    | Giulio Andreotti        | Negativo         | Sandro Pertini (1978-1985)       | VIII                      |                                         | Democrazia Cristiana          |                                  |
|                  |                  | Bettino Craxi           | 9 luglio 1979    | Sandro Pertini (1978-1985)       | VIII                      | 24 luglio 1979                          | Negativo                      | Partito Socialista Italiano      |
|                  |                  | Filippo Maria Pandolfi  | 26 luglio 1979   | Sandro Pertini (1978-1985)       | VIII                      | 1º agosto 1979                          | Negativo                      | Democrazia Cristiana             |
|                  |                  | Francesco Cossiga       | 2 agosto 1979    | Sandro Pertini (1978-1985)       | VIII                      | 5 agosto 1979                           | Cossiga I                     | Democrazia Cristiana             |
| 23 marzo 1980    | 4 aprile 1980    | Francesco Cossiga       | Cossiga II       | Sandro Pertini (1978-1985)       | VIII                      |                                         |                               | Democrazia Cristiana             |
|                  |                  | Arnaldo Forlani         | 2 ottobre 1980   | Sandro Pertini (1978-1985)       | VIII                      | 18 ottobre 1980                         | Forlani                       | Democrazia Cristiana             |
| 28 maggio 1981   | 10 giugno 1981   | Arnaldo Forlani         | Negativo         | Sandro Pertini (1978-1985)       | VIII                      |                                         |                               | Democrazia Cristiana             |
|                  |                  | Giovanni Spadolini      | 11 giugno 1981   | Sandro Pertini (1978-1985)       | VIII                      | 28 giugno 1981                          | Spadolini I                   | Partito Repubblicano Italiano    |
| 11 agosto 1982   | 23 agosto 1982   | Giovanni Spadolini      | Spadolini II     | Sandro Pertini (1978-1985)       | VIII                      |                                         |                               | Partito Repubblicano Italiano    |
|                  |                  | Amintore Fanfani        | 16 novembre 1982 | Sandro Pertini (1978-1985)       | VIII                      | 1º dicembre 1982                        | Fanfani V                     | Democrazia Cristiana             |
|                  |                  | Bettino Craxi           | 21 luglio 1983   | Sandro Pertini (1978-1985)       | 4 agosto 1983             | Craxi I                                 | Partito Socialista Italiano   | IX                               |
|                  |                  | Giulio Andreotti        | 10 luglio 1986   | 21 luglio 1986                   | Negativo                  | Democrazia Cristiana                    | Francesco Cossiga (1985-1992) | IX                               |
|                  |                  | Bettino Craxi           | 21 luglio 1986   | 1º agosto 1986                   | Craxi II                  | Partito Socialista Italiano             | Francesco Cossiga (1985-1992) | IX                               |
|                  |                  | Giulio Andreotti        | 9 marzo 1987     | 25 marzo 1987                    | Negativo                  | Democrazia Cristiana                    | Francesco Cossiga (1985-1992) | IX                               |
|                  |                  | Oscar Luigi Scalfaro    | 9 aprile 1987    | 14 aprile 1987                   | Negativo                  | Democrazia Cristiana                    | Francesco Cossiga (1985-1992) | IX                               |
|                  |                  | Amintore Fanfani        | 14 aprile 1987   | 17 aprile 1987                   | Fanfani VI                | Democrazia Cristiana                    | Francesco Cossiga (1985-1992) | IX                               |
|                  |                  | Giovanni Goria          | 13 luglio 1987   | 29 luglio 1987                   | Goria                     | Democrazia Cristiana                    | Francesco Cossiga (1985-1992) | X                                |
|                  |                  | Ciriaco De Mita         | 17 marzo 1988    | 13 aprile 1988                   | De Mita                   | Democrazia Cristiana                    | Francesco Cossiga (1985-1992) | X                                |
|                  |                  | Giulio Andreotti        | 14 luglio 1989   | 23 luglio 1989                   | Andreotti VI              | Democrazia Cristiana                    | Francesco Cossiga (1985-1992) | X                                |
| 2 aprile 1991    | 13 aprile 1991   | Giulio Andreotti        | Andreotti VII    |                                  |                           | Democrazia Cristiana                    | Francesco Cossiga (1985-1992) | X                                |
|                  |                  | Giuliano Amato          | 18 giugno 1992   | 28 giugno 1992                   | Amato I                   | Partito Socialista Italiano             | XI                            | Oscar Luigi Scalfaro (1992-1999) |
|                  |                  | Carlo Azeglio Ciampi    | 23 aprile 1993   | 29 aprile 1993                   | Ciampi                    | Indipendente                            | XI                            | Oscar Luigi Scalfaro (1992-1999) |
|                  |                  | Silvio Berlusconi       | 28 aprile 1994   | 10 maggio 1994                   | Berlusconi I              | Forza Italia                            | XII                           | Oscar Luigi Scalfaro (1992-1999) |
|                  |                  | Lamberto Dini           | 13 gennaio 1995  | 17 gennaio 1995                  | Dini                      | Indipendente                            | XII                           | Oscar Luigi Scalfaro (1992-1999) |
|                  |                  | Antonio Maccanico       | 1º febbraio 1996 | 14 febbraio 1996                 | Negativo                  | Unione Democratica                      | XII                           | Oscar Luigi Scalfaro (1992-1999) |
|                  |                  | Romano Prodi            | 16 maggio 1996   | 17 maggio 1996                   | Prodi I                   | Indipendente di centro-sinistra         | XIII                          | Oscar Luigi Scalfaro (1992-1999) |
|                  |                  | Massimo D'Alema         | 19 ottobre 1998  | 21 ottobre 1998                  | D'Alema I                 | Democratici di Sinistra                 | XIII                          | Oscar Luigi Scalfaro (1992-1999) |
| 18 dicembre 1999 | 22 dicembre 1999 | Massimo D'Alema         | D'Alema II       | Carlo Azeglio Ciampi (1999-2006) |                           | Democratici di Sinistra                 | XIII                          |                                  |
|                  |                  | Giuliano Amato          | 21 aprile 2000   | Carlo Azeglio Ciampi (1999-2006) | 26 aprile 2000            | Amato II                                | XIII                          | Indipendente di centro-sinistra  |
|                  |                  | Silvio Berlusconi       | 9 giugno 2001    | Carlo Azeglio Ciampi (1999-2006) | 11 giugno 2001            | Berlusconi II                           | Forza Italia                  | XIV                              |
| 22 aprile 2005   | 23 aprile 2005   | Silvio Berlusconi       | Berlusconi III   | Carlo Azeglio Ciampi (1999-2006) |                           |                                         | Forza Italia                  | XIV                              |
|                  |                  | Romano Prodi            | 16 maggio 2006   | 17 maggio 2006                   | Prodi II                  | Indipendente di centro-sinistra         | XV                            | Giorgio Napolitano (2006-2015)   |
|                  |                  | Silvio Berlusconi       | 7 maggio 2008    | 8 maggio 2008                    | Berlusconi IV             | Forza Italia                            | XVI                           | Giorgio Napolitano (2006-2015)   |
|                  |                  | Mario Monti             | 13 novembre 2011 | 16 novembre 2011                 | Monti                     | Indipendente                            | XVI                           | Giorgio Napolitano (2006-2015)   |
|                  |                  | Pier Luigi Bersani      | 22 marzo 2013    | 28 marzo 2013                    | Negativo                  | Partito Democratico                     | XVII                          | Giorgio Napolitano (2006-2015)   |
|                  |                  | Enrico Letta            | 24 aprile 2013   | 28 aprile 2013                   | Letta                     | Partito Democratico                     | XVII                          | Giorgio Napolitano (2006-2015)   |
|                  |                  | Matteo Renzi            | 17 febbraio 2014 | 22 febbraio 2014                 | Renzi                     | Partito Democratico                     | XVII                          | Giorgio Napolitano (2006-2015)   |
|                  |                  | Paolo Gentiloni         | 11 dicembre 2016 | 12 dicembre 2016                 | Gentiloni                 | Partito Democratico                     | XVII                          | Sergio Mattarella (dal 2015)     |
|                  |                  | Giuseppe Conte          | 23 maggio 2018   | 27 maggio 2018                   | Negativo                  | Indipendente di area Movimento 5 Stelle | XVIII                         | Sergio Mattarella (dal 2015)     |
|                  |                  | Carlo Cottarelli        | 28 maggio 2018   | 31 maggio 2018                   | Negativo                  | Indipendente                            | XVIII                         | Sergio Mattarella (dal 2015)     |
|                  |                  | Giuseppe Conte          | 31 maggio 2018   | 1º giugno 2018                   | Conte I                   | Indipendente di area Movimento 5 Stelle | XVIII                         | Sergio Mattarella (dal 2015)     |
| 29 agosto 2019   | 5 settembre 2019 | Giuseppe Conte          | Conte II         |                                  |                           | Indipendente di area Movimento 5 Stelle | XVIII                         | Sergio Mattarella (dal 2015)     |
|                  |                  | Mario Draghi            | 3 febbraio 2021  | 13 febbraio 2021                 | Draghi                    | Indipendente                            | XVIII                         | Sergio Mattarella (dal 2015)     |
|                  |                  | Giorgia Meloni          | 21 ottobre 2022  | 22 ottobre 2022                  | Meloni                    | Fratelli d'Italia                       | XIX                           | Sergio Mattarella (dal 2015)     |